# Depressão de Bodélè

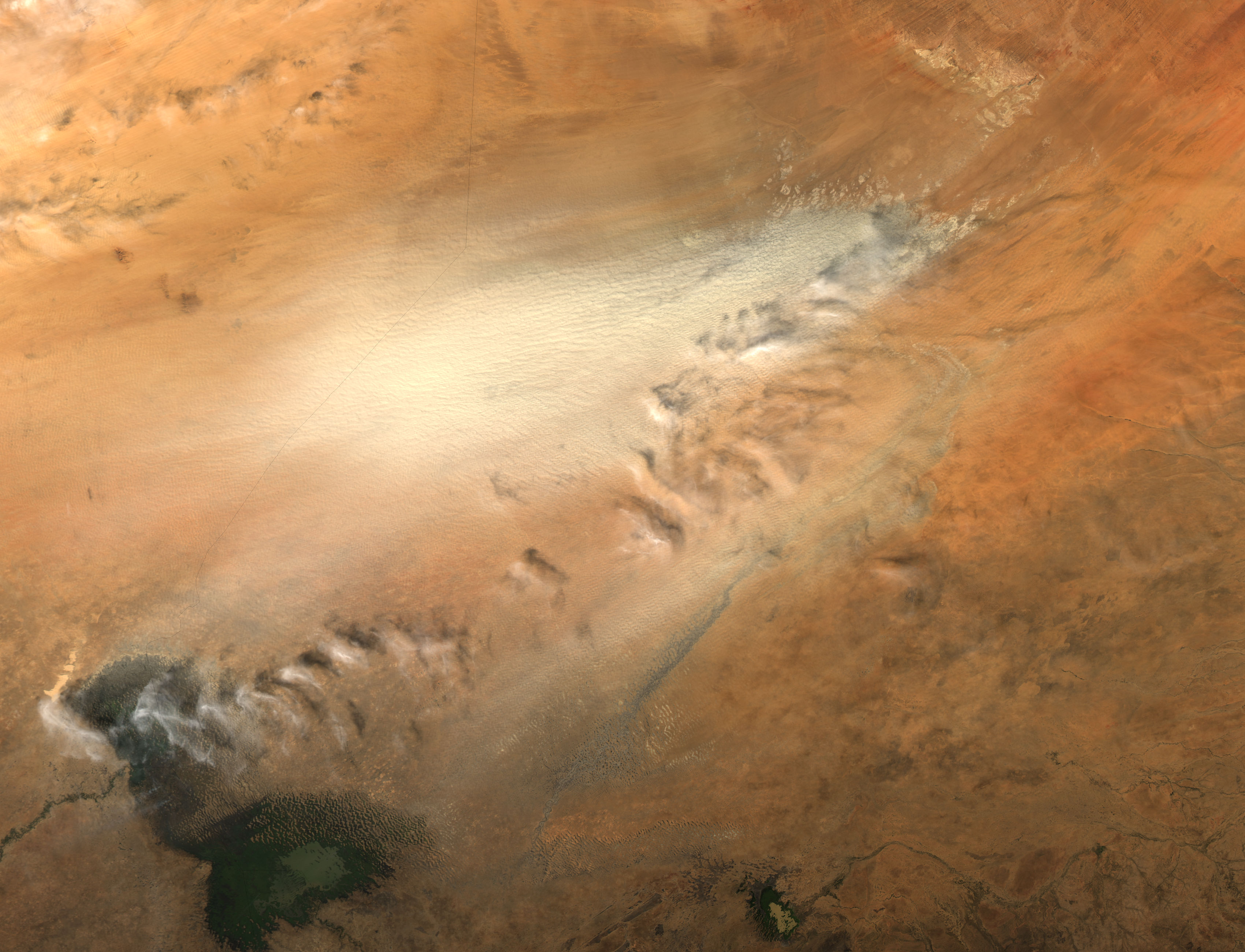

A depressão Bodélé é uma depressão africana localizada no Chade que teria se formado quando o maior lago da África, o mega-lago Chade, secou há cerca de mil anos.